# Gandellino
Gandellino – miejscowość i gmina we Włoszech, w regionie Lombardia, w prowincji Bergamo.
Według danych na styczeń 2009 gminę zamieszkiwało 1071 osób przy gęstości zaludnienia 42,2 os./1 km².